# Cerrado
Cerrado (španjolski/portugalski arhaičan naziv za "zatvoreno") - velika tropska savana i ekoregija Brazila, osobito u državama Goiás i Minas Gerais. Prostire se i u dijelovima Paragvaja i Bolivije.
Biom cerrado uglavnom se nalazi na visoravnima u središnjem dijelu Brazila. Glavni stanišni tipovi cerrada uključuju: šumovite savane i travnato-šumoviti savane, također i močvarne savane. Cerrado je drugi po veličini tip staništa u Brazilu, nakon Amazone. Na njega otpada 21% površine Brazila.
Prvi detaljan prikaz brazilskih cerrada dao je danski botaničar Eugene Warming (1892.) u knjizi "Lagoa Santa", u kojoj opisuje glavne značajke cerrado vegetacije u brazilskoj državi Minas Gerais.
Od tada, nastala su brojna istraživanja, koja su pokazala, da je cerrado jedna od najbogatijih tropskih savana i ima mnogo endemskih vrsta. Karakterizira ga ogroman raspon biljne i životinjske biološke raznolikosti. Organizacija "World Wide fond za prirodu" proglasila je cerrado biološki najbogatijom savanom na svijetu, s oko 10,000 biljnih i 10 endemskih vrsta ptica. Postoji gotovo 200 vrsta sisavaca, iako samo 14 vrsta endema. 